# Replay: The History of Video Games
Replay: The History of Video Games è un saggio sulla storia dei videogiochi di Tristan Donovan, pubblicato il 10 aprile 2010.
Donovan intervistò oltre 140 sviluppatori ed imprenditori di videogiochi per realizzare il libro, che fu pubblicizzato da una campagna organizzata da Cathy Campos e riconosciuta in PR Week.

## Accoglienza
Diversi giornalisti elogiarono la trattazione da parte di Donovan della storia del gioco europeo, che era ampiamente stata trascurata in lavori analoghi precedenti, ma ne criticarono la struttura organizzativa.
Chris Baker di Wired scrisse che Replay è il più completo saggio sulla storia dei videogiochi mai prodotto fino a quel momento.
Colin Moriarty di IGN notò la posizione generalista del libro in relazione ad altre storie di videogiochi, a partire dal 2014, aggiungendo che la completezza di Donovan aveva creato una storia interessante sulle umili origini dell'industria. Moriarty apprezzò l'approccio alla storia europea incentrata sul computer e pre-console, che si allontanava dalle solite pubblicazioni sulle prime società americane e sull'ingresso del Giappone nel mercato americano.